# چاوزیسم
چاوزیسم (در اسپانیایی چاویزمو یا Chavismo) یک ایدئولوژی چپ‌گرایانه است که از ایده‌ها، سیاست‌ها و اعمال رئیس‌جمهور ونزوئلا، هوگو چاوز الهام گرفته شده‌است. عناصر این ایدئولوژی را سوسیالیسم دموکراتیک، ناسیونالیسم سوسیالیستی، بولیوارینیسم و وحدت‌گرایی در آمریکای لاتین، تشکیل می‌دهند. به هواداران هوگو چاوز و ایدئولوژی چاویزمو نیز «چاویستاس» گفته می‌شود.

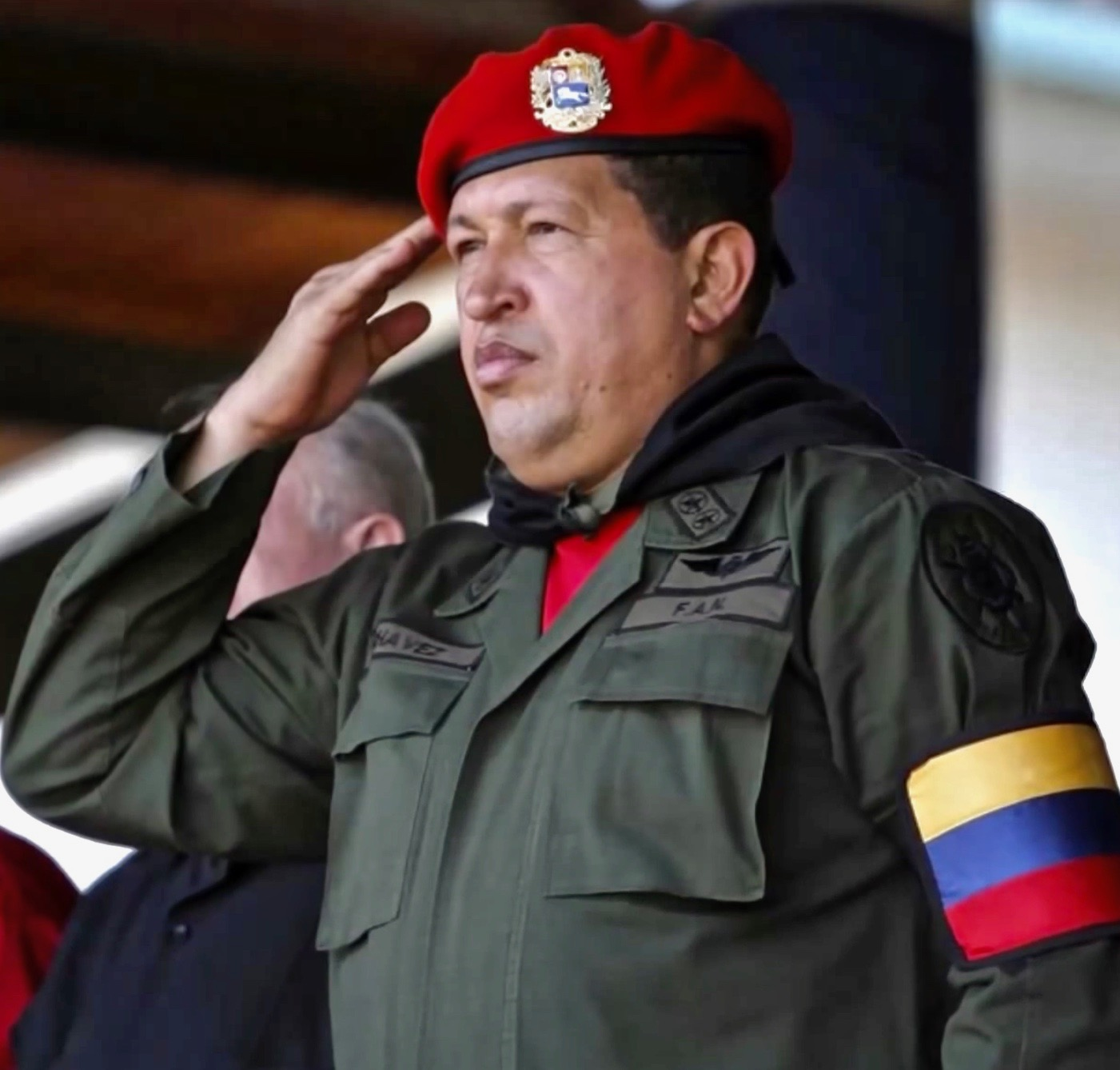
تصویری از هوگو چاوز رئیس‌جمهور سابق ونزوئلا

## خط‌مشی
به‌طور اساسی سیاست‌های «چاویسمو» شامل ملی‌سازی، گسترش رفاه اجتماعی و مخالفت با نئولیبرالیسم (به ویژه سیاست‌های صندوق بین‌المللی پول و بانک جهانی) می‌باشد. به گفتهٔ چاوز، سوسیالیسم ونزوئلا در عین پذیرش مالکیت خصوصی، به مالکیت اجتماعی نیز توجه دارد.

## حامیان

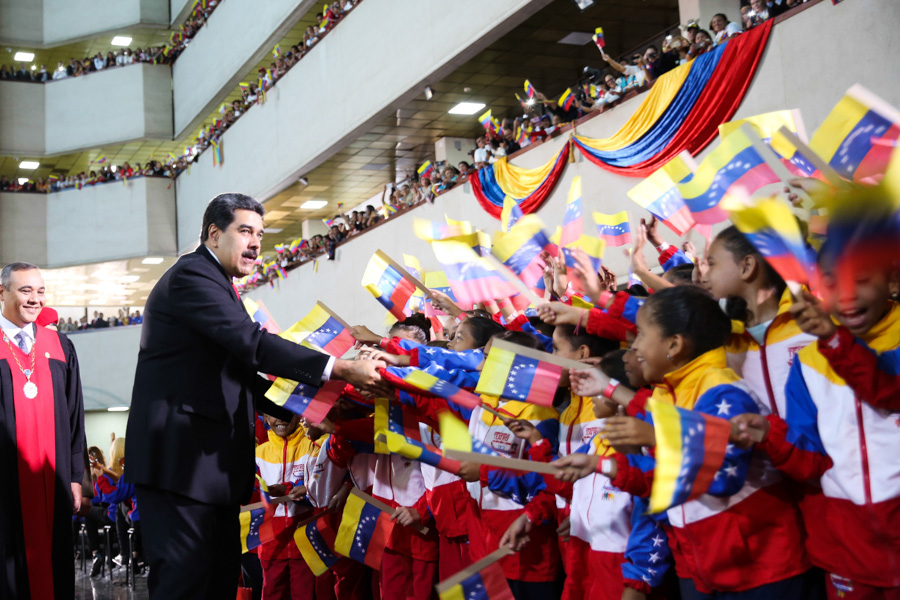
نیکلاس مادورو در میان حامیان خود در دومین مراسم تحلیف ریاست جمهوری

براساس تحلیل جان ماگدالنو (دانشمند علوم سیاسی) پس از مرگ هوگو چاوز و وخامت اوضاع اقتصادی در دوران حکومت‌داری نیکلاس مادورو، نسبت ونزوئلایی‌هایی که خود را حامی این ایدئولوژی می‌دانستند در بین اکتبر سال ۲۰۱۲ تا دسامبر ۲۰۱۴ از ۴۴ درصد به حدود ۲۲ درصد کاهش یافته‌است. همچنین طبق یکی از نظرسنجی‌های آکادمیک در سال ۲۰۱۴، حدود ۶۲ درصد از شهروندان ونزوئلایی حامی این ایدئولوژی بودند.

## انتقادات
علیرغم ادعایی که چاویزمو در مورد سوسیالیسم دارد، مخالفان این ایدئولوژی معتقدند که این ایده یک سرمایه‌داری دولتی است. نوام چامسکی فیلسوف مطرح آمریکایی، در مصاحبه ای در سال ۲۰۱۷، پس از اینکه از وی پرسیده شد که آیا اقتصاد در حال شکست ونزوئلا را به عنوان اعتراف به اینکه «سوسیالیسم زندگی مردم را ویران کرد» می‌داند، گفت:
 من هرگز حکومتِ سرمایه‌داری دولتیِ چاوز را «سوسیالیستی» توصیف نکردم و به چنین پوچی حتی اشاره‌ای هم نکرده‌ام. این ایده کاملاً از سوسیالیسم دور بود. [ونزوئلا] یک سرمایه‌داری خصوصی باقی‌مانده‌است. سرمایه‌داران در آنجا آزاد هستند تا از هر راهی که می‌توانند به اقتصاد آنجا ضربه بزنن مانند صادرات کلان سرمایه.
منتقدان همچنین اغلب به بخش خصوصی بزرگ ونزوئلا نیز توجه کرده‌اند. در سال ۲۰۰۹ چیزی در حدود ۷۰ درصد از تولید ناخالص داخلی ونزوئلا به بخش خصوصی اختصاص داشته‌است.